# Peyrouse
Peyrouse település Franciaországban, Hautes-Pyrénées megyében. Lakosainak száma 274 fő (2022. január 1.). Peyrouse Lourdes, Poueyferré és Saint-Pé-de-Bigorre községekkel határos.

## Népesség
A település népességének változása:
| Lakosok száma | 281  | 275  | 283  | 276  | 277  | 276  | 275  | 273  | 274  |
|               | 2013 | 2015 | 2016 | 2017 | 2018 | 2019 | 2020 | 2021 | 2022 |